# 国際交流
国際交流（こくさいこうりゅう）には、さまざまな次元のものがある。まず留学、企業単位や政府の招聘レベルでの技術研修、これは企業の枠内のものから、工業、農林水産業、医療看護などに至るまで活発に行われている。学者や文化人の招聘・派遣もある。こちらから出て行くものとしては、日本青年海外協力隊やスポーツ団体派遣のスポーツ指導者などが挙げられる。
都道府県単位で、国際交流センターなどを都道府県庁所在地に設けている例も多い。都市部の自治体では「○○市国際交流協会」といった外郭団体が存在する。
民間レベルでは、ユネスコ、ライオンズクラブなどの国際親善活動や短期留学の斡旋、NPO、NGOなどの諸団体の海外協力ボランティア、日本の文化、技術、スポーツ指導などでの日本語教師インターンなどの活動も行われる。

## 資金繰り
国際通商、通貨関係、東西関係、南北問題、安全保障問題等の種々の国際的課題についての共同研究や国際会議（略）に助成を与える民間財団はほとんどなく、また企業寄付も免税措置の欠如のために集めにくい状況となっている。このため、日本国内の研究機関、国際交流団体、あるいはこれらの分野の学者・研究者はいまだにフォード財団、ロックフェラー財団、ロックフェラー・ブラザーズ基金、ヘンリー・ルース財団、日米友好基金や新設の米日財団等、国外あるいは日本国内にある外国の財団に依存せざるをえないことが多い。